# Scyphiphora hydrophylacea
Scyphiphora  es un género monotípico de plantas con flores perteneciente a la familia de las rubiáceas. Incluye una sola especie: Scyphiphora hydrophylacea C.F.Gaertn. (1806). Es nativa de Madagascar, India y Océano Pacífico.

## Descripción
Es un arbusto o árbol pequeño, que alcanza un tamaño de 1-4  m de altura, las ramas débilmente aplanadas en ángulo o cilíndricas, glabras a puberulentas, con nodos a veces espesos, a veces con entrenudos reducidos y los nodos congestionados. Pecíolo de 0.5-1.5 cm, la lámina de la hoja coriácea, obovada a ampliamente elíptica, de 2.5-7.5 × 1.5-4.5 cm, glabras en ambas superficies, el haz por lo general brillante, la base cuneada a obtusa, el ápice redondeado, con estípulas de 1.5-3 mm, los márgenes  ciliados. La inflorescencia con pedúnculo de 0,5-1 cm. Flores sésiles o pediceladas. El fruto es una drupa. Fl. julio-noviembre, fr. agosto-diciembre.

## Distribución y hábitat
Se encuentra en el lodo en la orilla de las playas, al nivel del mar, en Hainan, Filipinas, Tailandia, Vietnam, el sudeste de Asia a las islas del Pacífico, Australia y Madagascar.

## Propiedades
La planta contiene friedelin, ácido siríngico, isoscopoletina, fraxetol, casuarinondiol y guaiacylglycerol-beta-ferulic acid ether.

## Taxonomía
Scyphiphora hydrophylacea fue descrita por Karl Friedrich von Gärtner y publicado en Supplementum Carpologiae 91, pl. 196, f. 2, en el año 1806.
Sinonimia
- Epithinia malayana Jack
- Ixora manila Blanco
- Scyphiphora malayana (Jack) Bedd.[6]